# Cuentos y leyendas (álbum)
Cuentos y leyendas es el único LP de GRB, que fue publicado en enero de 1988 en el sello Blau (BLAU A-040). Propiamente se trataba de una autoedición, pero dicho sello se encargó de la distribución y el prensaje. El disco fue grabado del 20 al 31 de julio de 1987 en los estudios Marathón, sesiones pagadas con la recaudación del concierto del 7 de julio de 1987 en el local KGB de Barcelona.
En la portada, gris sepia, un viejo gnomo, ilustración de David Lackin, apoya su mentón sobre la mano, mirando con una mirada escéptica y resabiada. Otros gnomos, también ilustraciones de Lackin, pueblan la contraportada y el encarte interior.
El LP, que contiene 15 temas, muestra una evolución musical hacia un sonido más personal, libre de la forzosa urgencia usual en los grupos hardcore, aunque esta sigue estando presente («Temor», «Tiempo para amar», «Jim "el pacifista"», etc.), como también los abruptos cambios de ritmo característicos del género. Pero en conjunto el tempo del disco es más relajado, ganando en intensidad los riffs y punteos.
El estatus de legendario del disco, sin embargo, se debe principalmente a las letras, en las que dominan duras y profundas reflexiones sobre la vida y la condición humana: «Cuentos y leyendas», la canción que da título al disco, habla de un «enano» que habita en nuestro interior y que construye muros a su alrededor para protegerse; de modo no muy distinto, «Temor» plantea con crudeza la precariedad existencial y la finitud humana. Otras canciones, como «Entre nosotros» (posteriormente versionada por El Sueño Eterno en 1991) y «Tiempo para amar» (título tomado de una novela de Robert A. Heinlein), tratan el mundo de los conflictos interpersonales, etcétera. Diferentes y variadas temáticas líricas se hallan en canciones como «Luis Ricardo Mediavida», sobre un personaje que se pasa la vida en el bar quejándose de todo; «Día tras día» (también recuperada por El Sueño Eterno en 1991) comenta las contradicciones de la ilusión cotidiana de ganar la lotería; «El Chino» refleja las duras condiciones de vida en el antiguo «barrio chino» de Barcelona, actualmente conocido como El Raval. Otras canciones están más próximas en sus temáticas a las etapas anteriores del grupo, pero también presentan planteamientos peculiares: «Jim el pacifista» comenta contradicciones internas en la denominada filosofía anarcopunk; «Tres entre tantos» trata de un tema habitual en canciones punk, el de la policía, de una manera poco habitual (a saber, intentando comprender la perspectiva de los policías); también era frecuente en canciones anarcopunk el tema del maltrato animal y en concreto la fiesta de los toros, que GRB plantean, en la canción «¡Chilla la fiera!», tratando de descifrar lo que puede atraer al público en un espectáculo de esas características.
Cuentos y leyendas fue aplaudido por la prensa musical especializada del momento: en la revista Rock de Lux, el LP aparecía en marzo en el n.º 13 de la lista de favoritos y era alabado en la reseña de Ramón Surio y en la revista Ruta 66 se calificó el disco como «excelente» tanto musicalmente como en las letras.

## Listado de temas

### Cara A
1. «Seguir viviendo»  (Ángel - Alberto Collazo)
2. «Luis Ricardo Mediavida»  (Ángel - J.A. Recio - J.R. Ferrando)
3. «Cuentos y leyendas»  (Ángel - J.A. Recio)
4. «Día tras día»  (Ángel - J.A. Recio - A. Collazo)
5. «Tiempo para amar»  (Ángel - A. Collazo)
6. «Ganar o perder»  (Ángel - J.R. Ferrando - A. Collazo)
7. «Demuéstramelo»  (Ángel - J.A. Recio - J.R. Ferrando - M. Coll)
8. «Joe el mutante»  (J.A. Recio)

### Cara B
1. «La caza» (Ángel - A. Collazo - J.R. Ferrando)
2. «Jim “el pacifista”» (Ángel - A. Collazo)
3. «Entre nosotros» (Ángel - J.A. Recio)
4. «Tres entre tantos» (Ángel - J.A. Recio - A. Collazo)
5. «Temor» (Ángel - J.A. Recio - J.R. Ferrando)
6. «¡¡Chilla la fiera!!» (Ángel - A. Collazo - J.A. Recio)
7. «El “Chino”» (Ángel - J.A. Recio)

## Personal
- Ángel Fernández Bueno - voz
- Strong - guitarra
- Alberto - guitarra
- Juanito - bajo
- Mike - batería

### Personal técnico
- Técnicos de sonido: Antonio Prió y Juanjo Arrom
- Producido por Trashmike - GRB